# Seu

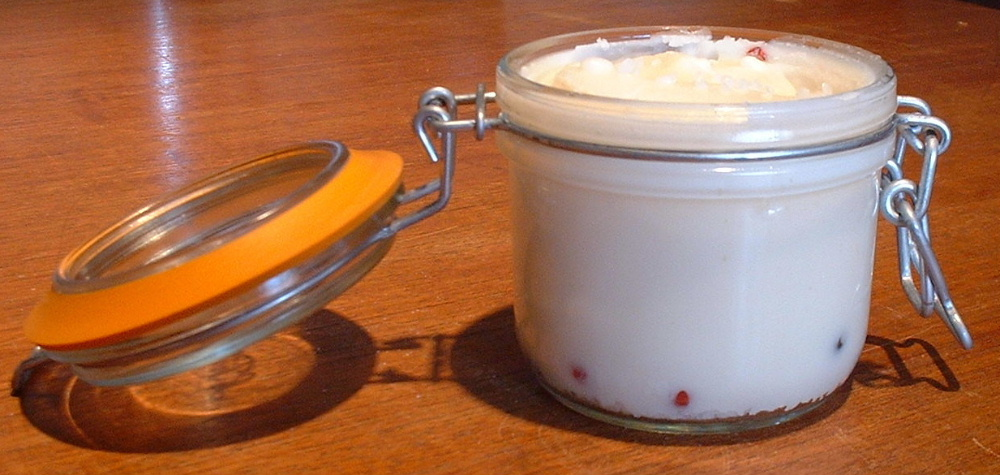
Seu de vițel

Seu este grăsime prelucrată de vacă, oaie sau capră și este compus în principal din trigliceride. Se prezintă în formă solidă la temperatura camerei. Poate fi păstrat pentru perioade lungi fără a fi nevoie de refrigerare pentru a preveni descompunerea.
Mai precis, seul reprezintă grăsimea care înconjoară măruntaiele și mușchii animalelor din speciile bovine, ovine sau caprine și este format aproape exclusiv din gliceridele acizilor oleic, stearic și palmitic.
Cea mai bună calitate de seu este cea obținută de la prima topire și se prezintă ca o grăsime solidă de culoare albă sau gălbuie, aproape fără miros, dacă este preparat recent sau cu miros rânced caracteristic după expunere la aer.
Muzeul Marinei Române expune o amforă romană cu seu de oaie cu o vechime de circa 1800 de ani. Amfora a fost descoperită accidental la est de Constanța, la data de 25 septembrie 1982, la o adâncime de 40 de metri, de către un vas de pescuit. În pofida vechimii sale, calitatea seului de oaie, conservat în interiorul amforei, este deosebit de bună: cu excepția acidității libere organice, ceilalți parametri sunt comparabili cu ai unui seu proaspăt, de bună calitate, fapt certificat de buletinul de analiză al conținutului, cu nr. 8240 din 14 decembrie 1982, efectuat de laboratorul central pentru încercări și expertize fizico-chimice.

## Utilizare
Seul este utilizat pentru fabricarea grăsimilor alimentare sau a lubrifianților, în industria săpunurilor sau a lumânărilor, emolient pentru ungerea pielii, la prepararea produselor pentru alimentația animalelor, etc. 
Seul tehnic (din oaie) este o grăsime animală folosită în procesul de presare a bandajelor și butucilor de roți din echiparea vagoanelor de tramvai.
Înainte, după ce se modela, toată stucatura din ipsos se fierbea în seu de oaie, ca să devină impermeabilă. Toate stucaturile păstrate ca ornamentație exterioară pe clădirile vechi (mascheroane, lujeri, lauri) au fost fierte în seu de oaie, impermeabilizate cu seu.